# Jatwieź (rejon świsłocki)
Jatwieź (biał. Ятвезь; ros. Ятвезь) – wieś na Białorusi, w obwodzie grodzieńskim, w rejonie świsłockim, w sielsowiecie Świsłocz.
W pobliżu znajduje się przystanek kolejowy Rudawka, położony na linii Wołkowysk – Brzostowica.

## Historia
W dwudziestoleciu międzywojennym leżała w Polsce, w województwie białostockim, w powiecie wołkowyskim, do 30 grudnia 1922 w gminie Świsłocz, następnie w gminie Mścibów. W 1921 miejscowość liczyła 209 mieszkańców, zamieszkałych w 42 budynkach, w tym 207 Polaków i 2 Żydów. 202 mieszkańców było wyznania rzymskokatolickiego, 5 prawosławnego i 2 mojżeszowego.
Po II wojnie światowej w granicach Związku Sowieckiego. Od 1991 w niepodległej Białorusi.